# Leiophron indurescens
Leiophron indurescens är en stekelart som först beskrevs av Charles Thomas Brues 1910.  Leiophron indurescens ingår i släktet Leiophron och familjen bracksteklar. Inga underarter finns listade i Catalogue of Life.